# Lepidamia
Lepidamia es un género de peces de la familia Apogonidae, del orden Perciformes. Este género marino fue descrito por primera vez en 1863 por Theodore Nicholas Gill.

## Especies
Especies reconocidas del género:
- Lepidamia kalosoma (Bleeker, 1852)
- Lepidamia multitaeniata (G. Cuvier, 1828)
- Lepidamia natalensis (Gilchrist & W. W. Thompson, 1908)
- Lepidamia omanensis (Gon & Mee, 1995)